# Hội đồng Hòa giải Dân tộc
Hội đồng Hòa giải Dân tộc (tiếng Hàn Quốc: 민족화해협의회) là tổ chức của Cộng hòa Dân chủ Nhân dân Triều Tiên với mục đích tạo điều kiện cho các chuyến thăm từ Hàn Quốc tới Bắc Triều Tiên. Được thành lập vào ngày 8 tháng 6 năm 1998, chủ tịch là Kim Yong-dae. Chuyến thăm đầu tiên do cơ quan này tổ chức là chuyến thăm năm 2001 tới Núi Kumgang kỷ niệm hội nghị thượng đỉnh Liên Triều năm 2000. Hầu hết các chuyến thăm văn hóa, chính trị và tôn giáo từ Hàn Quốc đều thông qua Hội đồng Hòa giải Dân tộc. Tổ chức này đôi khi được trích dẫn trong các bản tin chính thức của Thông tấn xã Trung ương Triều Tiên.